# Dipelicus indicus
Dipelicus indicus är en skalbaggsart som beskrevs av S. Endrödi 1969. Dipelicus indicus ingår i släktet Dipelicus och familjen Dynastidae. Inga underarter finns listade i Catalogue of Life.